# Pantalla de retina
Retina display (pantalla de retina) és una marca que utilitza Apple per a la seva sèrie de pantalles IPS LCD i OLED que tenen una densitat de píxels més alta que les pantalles tradicionals d'Apple. L'empresa va sol·licitar el registre del terme «Retina» com a marca comercial en relació amb ordinadors i dispositius mòbils a l'Oficina de Patents i Marques dels Estats Units i l'Oficina de Propietat Intel·lectual del Canadà. Les sol·licituds es van aprovar el 2012 i el 2014 respectivament.
Quan un producte Apple té una pantalla Retina, cada giny de la interfície d'usuari es duplica en amplada i alçada per compensar els píxels més petits. Apple anomena aquest mode com "mode HiDPI". En paraules més senzilles, és un píxel lògic equivalent a quatre píxels físics al principi. L'avantatge d'aquesta equació és que la CPU "veu" una petita part de les dades i calcula les posicions relatives de cada element i la GPU fa que aquests elements tinguin actius d'alta qualitat per fer la sortida molt més nítida i clara. L’objectiu de les pantalles de Retina és fer que el text i les imatges que es mostren siguin extremadament nítids, de manera que els píxels no siguin visibles a simple vista ni a distància de visualització. Això permet que les pantalles rivalitzin amb les corbes suaus, la nitidesa del text imprès i la immediatesa de les impressions fotogràfiques.
Les pantalles Retina s’han llançat gradualment durant diversos anys i el terme s’utilitza ara per a gairebé tots els productes d'Apple que contenen una pantalla, inclosos l'Apple Watch, l'iPhone, l'iPod Touch, l'iPad, el MacBook, el MacBook Air, el MacBook Pro i l'iMac. Apple utilitza versions lleugerament diferents del terme per a aquests models, incloent pantalla Retina HD per als dispositius iPhone 6 i les versions posteriors i pantalla Retina 4K / 5K per l'iMac.
Les pantalles Retina d'Apple no són un estàndard absolut per a la nitidesa de la pantalla, però varien en funció de la mida de la pantalla del dispositiu i de la distància a la qual l'usuari normalment estaria veient la pantalla. En dispositius més petits i, per tant, amb pantalles més petites, els usuaris miren la pantalla a una distància més propera als seus ulls. Aquí les pantalles tenen més PPI (píxels per polzada). Pel contrari, en dispositius més grans i amb pantalles més grans, l'usuari mira la pantalla més lluny. Aquí la pantalla utilitza un valor PPI inferior. Les versions posteriors del dispositiu han tingut millores addicionals, ja sigui un augment de la mida de la pantalla (l'iPhone 6 Plus), la relació de contrast (l'iPhone 6 Plus i l'iMac amb pantalla Retina 4K / 5K) i / o, més recentment, el recompte de PPI als iPhones OLED. Com a resultat, Apple utilitza els noms "Pantalla Retina HD", "Pantalla Retina 4K / 5K", "Pantalla Super Retina HD".

## Base
Quan va presentar-se l’iPhone 4, Steve Jobs va dir que el nombre de píxels necessaris per a una pantalla Retina era d’uns 300 PPI per a un dispositiu situat d'entre 10 i 12 polzades de l’ull. Una manera d’expressar-ho com a unitat és a partir dels píxels per grau (PPD), que tenen en compte tan la resolució de la pantalla com la distància des de la qual es veu el dispositiu. Segons el nombre previst per Steve Jobs de 300, el llindar per a una pantalla Retina comença pel valor PPD de 57 PPD. 57 PPD significa un triangle prim i alt amb una alçada igual a la distància de visualització i un angle superior d’un grau. La qualitat de visualització de qualsevol pantalla (des de pantalles del telèfon fins a grans projectors) es pot descriure amb aquest paràmetre universal independent de la mida. S'ha de tenir en compte que el paràmetre PPD no és un paràmetre intrínsec de la pantalla en si, a diferència de la resolució absoluta de píxels (per exemple, 1920 × 1080 píxels) o de la densitat de píxels relativa (per exemple, 401 PPI). Aquest depèn de la distància entre la pantalla i l’ull de la persona que visualitza la pantalla. Si s’acosta l’ull a la pantalla es redueix el PPD i, si s’allunya d’ell, s’augmenta el PPD en proporció a la distància. Es pot calcular mitjançant la fórmula següent:
{\displaystyle 2dr\tan(0.5^{\circ })}
La "d" és la distància a la pantalla en píxels per unitat de longitud i "1º" és l’obertura d’un con que té l’àpex enfocat, l'alçada "d" i la base a la lent de l'ull: el corresponent òptic d'un con dins de l'ull que té la mateixa base i l'àpex a l'altre focus, la fòvea. Aquesta obertura, que es pot mesurar mitjançant proves de camp visual, varia molt entre els diferents subjectes humans.
A la pràctica, fins ara Apple ha convertit la pantalla d’un dispositiu a Retina duplicant el nombre de píxels en cada direcció, multiplicant per quatre la resolució total. Aquest augment crea una interfície més nítida amb les mateixes dimensions físiques. L'única excepció a això ha estat l'iPhone 6 Plus, que fa que la seva pantalla tripliqui el nombre de píxels en cada direcció abans de realitzar un mostreig a una resolució de 1080p.

## Models
Les pantalles són fabricades a tot el món per diferents proveïdors. En l'actualitat, la pantalla de l'iPad ve de Samsung, mentre que mentre que les pantalles de MacBook Pro, iPhone i iPod Touch són fets per LG Display i el Japó Display Inc. Hi va haver un canvi de la tecnologia de visualització de nemàtic trenat (TN) de pantalles de cristall líquid (LCD) a pantalles LCD de commutació en pla (IPS) a partir dels models iPhone (4 al juny del 2010).

Apple comercialitza els següents dispositius amb pantalla Retina, pantalla Retina HD, pantalla Liquid Retina, pantalla Super Retina HD, pantalla Super Retina XDR o pantalla Retina 4K / 5K / 6K:
| Model                                                                                    | Nom comercial                  | Mida de la pantalla   | Resolució | Relació d'aspecte | Densitat de píxels | Densitat de píxels | Mida del píxels (µm) | Densitat de píxels angulars (px/°; a distància típica) | Tip. distància de visualització | Píxels totals |
| Model                                                                                    | Nom comercial                  | Mida de la pantalla   | Resolució | Relació d'aspecte | ppi                | px/Cm              | Mida del píxels (µm) | Densitat de píxels angulars (px/°; a distància típica) | Tip. distància de visualització | Píxels totals |
| ---------------------------------------------------------------------------------------- | ------------------------------ | --------------------- | --------- | ----------------- | ------------------ | ------------------ | -------------------- | ------------------------------------------------------ | ------------------------------- | ------------- |
| Apple Watch 38mm                                                                         | Pantalla de retina             | 34 mm                 | 272×340   | 4:5               | 326                | 128                | 77.9                 | 56.9                                                   | 25 cm                           | 00,092,480    |
| Apple Watch 42mm                                                                         | Pantalla de retina             | 39 mm                 | 312×390   | 4:5               | 326                | 128                | 77.9                 | 56.9                                                   | 25 cm                           | 00,121,680    |
| Apple Watch 40mm                                                                         | Pantalla de retina             | 39 mm                 | 324×394   | 13:16             | 326                | 128                | 77.9                 | 56.9                                                   | 25 cm                           | 00,127,656    |
| Apple Watch 44mm                                                                         | Pantalla de retina             | 44 mm                 | 368×448   | 13:16             | 326                | 128                | 77.9                 | 56.9                                                   | 25 cm                           | 00,164,864    |
| iPhone 4, i 4S i iPod Touch (4ª generació)                                               | Pantalla de retina             | 89 mm                 | 960×640   | 2:3               | 326                | 128                | 77.9                 | 56.9                                                   | 25 cm                           | 00,614,400    |
| iPhone 5, 5C, 5S i SE (1ª) i iPod Touch (5ª generació, 6ª generació, 7ª generació)       | Pantalla de retina             | 100 mm                | 1136×640  | 9:16              | 326                | 128                | 77.9                 | 56.9                                                   | 25 cm                           | 00,727,040    |
| iPhone 6, iPhone 6S, iPhone 7, iPhone 8 i iPhone SE (2ª gen.)                            | Pantalla retina HD             | 120 mm                | 1334×750  | 9:16              | 326                | 128                | 77.9                 | 56.9                                                   | 25 cm                           | 01,000,500    |
| iPhone XR i iPhone 11                                                                    | Pantalla de Retina líquida     | 155 mm                | 1792×828  | 6:13 (9:19.5)     | 326                | 128                | 77.9                 | 56.9                                                   | 25 cm                           | 01,483,776    |
| iPhone 6 Plus, iPhone 6S Plus, iPhone 7 Plus i iPhone 8 Plus                             | Pantalla retina HD             | 140 mm                | 1920×1080 | 9:16              | 401                | 158                | 63.3                 | 70.0                                                   | 25 cm                           | 02,073,600    |
| iPhone 12 mini                                                                           | Pantalla Super Retina HD / XDR | 140 mm                | 2340×1080 | 6:13 (9:19.5)     | 476/337            | 187/133            | 53.4                 | 83.1                                                   | 25 cm                           | 02,527,200    |
| iPhone X, iPhone XS, i 11 Pro                                                            | Pantalla Super Retina HD / XDR | 150 mm                | 2436×1125 | 6:13 (9:19.5)     | 458/324            | 180/127            | 55.4                 | 79.9                                                   | 25 cm                           | 02,740,500    |
| iPhone 12 i iPhone 12 Pro                                                                | Pantalla Super Retina HD / XDR | 150 mm                | 2532×1170 | 6:13 (9:19.5)     | 460/326            | 181/128            | 55.2                 | 80.3                                                   | 25 cm                           | 02,962,440    |
| iPhone XS Max i iPhone 11 Pro Max                                                        | Pantalla Super Retina HD / XDR | 170 mm                | 2688×1242 | 6:13 (9:19.5)     | 458/324            | 180/127            | 55.4                 | 79.9                                                   | 25 cm                           | 03,338,496    |
| iPhone 12 Pro Max                                                                        | Pantalla Super Retina HD / XDR | 170 mm                | 2778×1284 | 6:13 (9:19.5)     | 458/324            | 180/127            | 55.4                 | 79.9                                                   | 25 cm                           | 03,566,952    |
| iPad Mini 2ª, 3ª, 4ª, i 5ª generació                                                     | Pantalla de retina             | 200 mm                | 2048×1536 | 3:4               | 326                | 128                | 77.9                 | 85.4                                                   | 38 cm                           | 03,145,728    |
| iPad (3ª i 4ª generació, Air, Air 2, Pro, (5ª generació/2017, i 6ª generació/2018)       | Pantalla de retina             | 250 mm                | 2048×1536 | 3:4               | 264                | 104                | 96                   | 69.1                                                   | 38 cm                           | 03,145,728    |
| iPad (7a generació/2019) i iPad (8ª generació/2020)                                      | Pantalla de retina             | 260 mm                | 2160×1620 | 3:4               | 264                | 104                | 96                   | 69.1                                                   | 38 cm                           | 03,499,200    |
| iPad Pro 10.5", i iPad Air (3ª generació/2019)                                           | Pantalla de retina             | 270 mm                | 2224×1668 | 3:4               | 264                | 104                | 96                   | 69.1                                                   | 38 cm                           | 03,709,632    |
| iPad Air (4ª generació/2020)                                                             | Pantalla de Retina líquida     | 280 mm                | 2360×1640 | 7:10              | 264                | 104                | 96                   | 68.9                                                   | 38 cm                           | 03,870,400    |
| iPad Pro 11" (1ª i 2ª generació)                                                         | Pantalla de Retina líquida     | 280 mm                | 2388×1668 | 7:10              | 264                | 104                | 96                   | 68.9                                                   | 38 cm                           | 03,983,184    |
| iPad Pro 12.9" (3ª i 4ª generació)                                                       | Pantalla de Retina líquida     | 330 mm                | 2732×2048 | 3:4               | 264                | 104                | 96                   | 69.3                                                   | 38 cm                           | 05,595,136    |
| iPad Pro 12.9" (1ª i 2ª generació)                                                       | Pantalla de retina             | 330 mm                | 2732×2048 | 3:4               | 264                | 104                | 96                   | 69.3                                                   | 38 cm                           | 05,595,136    |
| MacBook (Retina) de 12"                                                                  | Pantalla de retina             | 300                   | 2304×1440 | 16:10             | 226                | 89                 | 110                  | 79.0                                                   | 51 cm                           | 03,317,760    |
| MacBook Pro (3ª generació) 13" i cap endavant, MacBook Air (3ª generació/2018) 13" o més | Pantalla de retina             | 13'3 polzades         | 2560×1600 | 16:10             | 227                | 89                 | 110                  | 79.2                                                   | 51 cm                           | 04,096,000    |
| MacBook Pro (3" generació) 15" o més                                                     | Pantalla de retina             | 390 mm                | 2880×1800 | 16:10             | 221                | 87                 | 120                  | 77.0                                                   | 51 cm                           | 05,184,000    |
| MacBook Pro de 16"                                                                       | Pantalla de retina             | 406 mm                | 3072×1920 | 16:10             | 226                | 89                 | 120                  | 79.0                                                   | 51 cm                           | 5,898,240     |
| iMac Amb Retina 4K Pantalla 21.5"                                                        | Pantalla retina 4K             | 21'5 polzades (550mm) | 4096×2304 | 16:9              | 219                | 86                 | 120                  | 76.3                                                   | 51 cm                           | 09,437,184    |
| iMac Amb Retina 5K Pantalla de 27" i iMac Pro                                            | Pantalla retina 5K             | 27 polzades (690mm)   | 5120×2880 | 16:9              | 218                | 86                 | 120                  | 76.0                                                   | 51 cm                           | 14,745,600    |
| Pantalla Pro XDR                                                                         | Pantalla retina 6K             | 32 polzades (813 mm)  | 6016x3384 | 16:9              | 218                | 86                 | 120                  | 76.0                                                   | 51 cm                           | 20,358,144    |

Les pantalles Retina de major resolució són estàndard al MacBook Pro de 3a generació (2013) i al MacBook del 2015. El MacBook Pro de quarta generació, llançat el 2016, conserva la mateixa pantalla Retina que la generació anterior.

## Recepció
Les ressenyes de dispositius Apple amb pantalles Retina han estat generalment positives per motius tècnics, amb comentaris que la descriuen com una millora considerable en pantalles anteriors i elogien Apple per haver aconseguit el suport d’aplicacions de tercers per a pantalles d’alta resolució de manera més eficaç que a Windows. Tot i que en el passat s’havien venut pantalles d’alta dpi, com la T220 i la T221 d’IBM, s'havien vist amb poca participació a causa del seu cost d’uns 8400 dòlars.

En revisar l'iPhone 4 el 2010, Joshua Topolsky va comentar:

"als nostres ulls, mai no hi ha hagut cap pantalla més detallada, clara o visible en cap dispositiu mòbil. No només els colors i els negres són profunds i rics, sinó que simplement no podeu veure píxels a la pantalla ... pàgines web que serien línies posteriors a la línia de contingut pixelat quan es redueix en un 3GS es pot llegir completament a l'iPhone 4, tot i que el text és més que microscòpic."

L'ex empleat de Microsoft, Bill Hill, expert en la representació de tipus de lletra, va oferir comentaris similars:

"Aquest nivell de resolució és impressionant. Veure-ho en un dispositiu convencional com l'iPad, en lloc d’un monitor exòtic de 13.000 dòlars, és realment increïble, cosa que he estat esperant més d’una dècada per veure. Establirà una barra per a la resolució futura que tots els altres fabricants de dispositius i ordinadors hauran de saltar".

L'escriptor John Gruber va suggerir que l’arribada de pantalles Retina als ordinadors provocaria la necessitat de redissenyar interfícies i dissenys per a les noves pantalles:
El tipus de disseny d'informació ric en dades que defensa Edward Tufte ara no només es pot crear a la pantalla de l'ordinador, sinó que també es pot gaudir en una sola. Pel que fa a les opcions de tipus de lletra, no només haureu de triar una font optimitzada per a la representació a la pantalla, sinó que no hauríeu de triar-la. Els tipus de lletra optimitzats per a la representació de pantalla tenen un aspecte econòmic a la retina del MacBook Pro (de vegades francament cursi), de la mateixa manera que ho fan quan s’imprimeixen en una revista brillant.

## Detractors
Raymond Soneira, president de DisplayMate Technologies, ha desafiat la reclamació d'Apple. Diu que la fisiologia de la retina humana és tal que hi ha d'haver almenys 477 píxels per polzada en una pantalla pixelada perquè els píxels siguin imperceptibles per a l'ull humà a una distància de 305 mm (12 polzades). L'astrònom i blogger científic Phil Plait assenyala, però, que "si teniu una vista [millor que 20/20 ], es resolen a un peu els píxels de l'iPhone 4S. La imatge es veurà pixelada. Si teniu una vista "mitjana" [visió 20/20], la imatge quedarà molt bé... Per tant, al meu entendre, el que va dir Jobs estava bé. Soneira, tot i que tècnicament correcte, estava sent exigent ". El neurocientífic de la retina Bryan Jones va oferir una anàlisi similar de més detalls i arriba a una conclusió similar: "Trobaria que les afirmacions d'Apple s'adapten al que l'ull humà pot percebre".
El lloc web dels fanàtics d'Apple, CultOfMac, va afirmar que la resolució que pot percebre l'ull humà a 12 polzades és de 900 PPI, i va concloure que "les pantalles de retina d'Apple són només al voltant del 33% del camí." Sobre el tema de la visió 20/20, van dir que "la majoria de les investigacions suggereixen que la visió normal és molt millor que la 20/20. De fet, les persones amb visió normal normalment no veuran la seva vista degradar-se fins a 20/20 fins que tenen 60 o 70 anys ", cosa confirmada pels experts en proves de visió Precision Vision. CultOfMac també va assenyalar que les persones no sempre veuen les pantalles a una distància constant i, de vegades, s'apropen, moment en què la pantalla ja no es pot classificar com a Retina.

## Competidors
El primer telèfon intel·ligent posterior a l’iPhone 4 que es va enviar amb una pantalla de densitat de píxels comparable va ser el Nokia E6, amb Symbian Anna, amb una resolució de 640 × 480 amb una mida de pantalla de 62,5 mm. No obstant això, aquest va ser un cas aïllat, ja que la resta de dispositius basats en Symbian tenien pantalles més grans amb resolucions més baixes. Alguns telèfons intel·ligents Symbian més antics, inclosos el Nokia N80 i el N90, presentaven una pantalla de 2,1 polzades a 259 ppi, que era una de les més nítides del moment. Els primers telèfons intel·ligents Android amb la mateixa pantalla: el Meizu M9 es va llançar uns mesos després a principis de 2011. A l’octubre del mateix any, Galaxy Nexuses va anunciar, que tenia una pantalla amb una resolució millor. Per a l'any 2013 es va trobar el ppimark 300 + en els telèfons de gamma mitjana com el Moto G. Des del 2013-14, molts dispositius estrella com el Samsung Galaxy S4 i l'HTC One (M8) tenien pantalles de 1080p (FHD) de prop de 5 polzades per a més de 400 PPI que superaven la densitat de Retina a l'iPhone 5. El segon redisseny important de l'iPhone, l'iPhone 6, té una resolució de 1334 × 750 en una pantalla de 4,7 polzades, mentre que rivals com el Samsung Galaxy S6 tenen una pantalla QHD de resolució de 2560 × 1440, prop del quatre vegades el nombre de píxels trobats a l'iPhone 6, donant a l'S6 un 577 PPI que és gairebé el doble que el 326 PPI de l'iPhone 6.
L'iPhone 6 Plus, més gran, inclou una "pantalla Retina HD", que és una pantalla de 1080p de 5,5 polzades amb 401 PPI, que amb prou feines es troba o es queda enrere amb els rivals phablet d'Android, com el OnePlus One i el Samsung Galaxy Note 4. A part de la resolució, totes les generacions de pantalles de l'iPhone Retina reben altes qualificacions per a altres aspectes com la brillantor i la precisió del color, en comparació amb les dels telèfons intel·ligents contemporanis, mentre que alguns dispositius Android com el LG G3 han sacrificat la qualitat de la pantalla i la durada de la bateria per obtenir una alta resolució. Ars Technica va suggerir la "superfluitat de tantes funcions insígnies de telèfons: el pas de 720p a 1080p a 1440p i més enllà ... les coses són agradables de tenir, però us costaria argumentar que qualsevol d'elles és essencial". A més, els desenvolupadors poden optimitzar millor el contingut per a iOS a causa de les poques mides de pantalla d'Apple en contrast amb les àmplies variacions de format de pantalla d'Android.